# Xã Overisel, Michigan
Xã Overisel (tiếng Anh: Overisel Township) là một xã thuộc quận Allegan, tiểu bang Michigan, Hoa Kỳ. Năm 2010, dân số của xã này là 2.911 người.